# Corrida!
Corrida! è un documentario del 1966 diretto da Marco Ferreri e Luigi Malerba.

## Trama
Realizzato per il secondo canale del servizio pubblico, Questo documentario rappresenta il ritorno in Spagna di Marco Ferreri,  con l'intento di raccontare, la storia della corrida dalle origini ai tempi moderni. Ferreri e Malerba inseriscono materiali di repertorio, foto e immagini girate per l'occasione, e mettono da parte gli aspetti folkloristici per esaltare l'impatto visivo del racconto e evidenziare il carisma di storici matador come Luis Miguel Dominguín e Manolete.